# Luna Sea
I Luna Sea (precedentemente conosciuti come Lunacy) sono un gruppo rock giapponese, originario della prefettura di Kanagawa, fondato nel 1986 e considerato fra i rappresentanti storici del visual kei.

## Storia
La loro carriera, iniziata nel 1986, è terminata nel 2000. Lo scioglimento è avvenuto a causa del desiderio di ognuno dei componenti di dedicarsi alla propria carriera solista. Il 28 settembre 2007, dopo 7 anni di silenzio, i Luna Sea hanno ufficialmente annunciato la loro riunione in un concerto live chiamato God Bless You ~One Night Déjàvu~, tenutosi il 24 dicembre 2007 al Tokyo Dome.

## Formazione
- Kawamura Ryuichi (河村 隆) - voce, testi
- Sugihara Yune (杉原 有音 ) in arte "SUGIZO" - chitarra solista, violino, composizioni
- Inoue Kiyonobu (井上清信), in arte "INORAN" - chitarra ritmica, composizioni
- Onose Jun, (小野瀬閏) in arte "J" - basso, composizioni
- Yamada Shinya (山田 真矢) - batteria, percussioni

## Discografia

### Album studio
- 21 aprile 1991 - LUNA SEA (registrato nuovamente nel 2011)
- 21 maggio 1992 - IMAGE
- 21 aprile 1993 - EDEN
- 26 ottobre 1994 - MOTHER
- 22 aprile 1996 - STYLE
- 17 dicembre 1997 - Singles
- 23 luglio 1998 - SHINE
- 29 maggio 1999 - Never Sold Out
- 12 luglio 2000 - LUNACY
- 13 dicembre 2000 - PERIOD
- 6 marzo 2002 - Another side of Singles II
- 23 marzo 2005 - SLOW
- 11 dicembre 2013 - A Will
- 20 dicembre 2017 - Luv

#### Album strumentali
- 19 dicembre 2001 - Luna Sea Piano Solo Instruments I
- 19 dicembre 2001 - Luna Sea Piano Solo Instruments II
- 19 dicembre 2001 - Luna Sea Piano Solo Instruments III
- 19 dicembre 2001 - Luna Sea Piano Solo Instruments IV
- 19 dicembre 2001 - Luna Sea Guitar Solo Instruments I
- 19 dicembre 2001 - Luna Sea Guitar Solo Instruments II

### Demo
- 8 dicembre 1989- Shade
- 9 agosto 1989 - Lunacy (demo)

### Singoli
- 10 giugno 1990- Lastly (demo)
- 23 febbraio 1993 - BELIEVE
- 21 luglio 1993 - IN MY DREAM (with shiver)
- 21 luglio 1994 - ROSIER
- 21 settembre 1994 - TRUE BLUE
- 22 febbraio 1995 - MOTHER
- 13 novembre 1995 - DESIRE
- 25 marzo 1996 - END OF SORROW
- 15 luglio 1996 - IN SILENCE
- 15 aprile 1998 - STORM
- 3 giugno 1998 - SHINE
- 1º  luglio 1998 - I for You
- 29 marzo 2000 - gravity
- 17 maggio 2000 - TONIGHT
- 8 novembre 2000 - LOVE SONG
- 9 gennaio 2011 - PROMISE
- 21 marzo 2012 - THE ONE － crash to create － [3]
- 12 dicembre 2012 - The End of the Dream / Rouge[4]
- 23 agosto 2013 - Thoughts

### VHS e DVD
- Image or Real (VHS: 22 luglio 1992; DVD: 29 maggio 2002)
- Sin after Sin (VHS: 16 dicembre 1993; DVD: 29 maggio 2002)
- Eclipse I (VHS: 24 maggio 1995)
- Lunatic Tokyo (VHS: 15 luglio 1996; DVD: 29 maggio 2002)
- Rew (VHS: 21 maggio 1997; DVD: 29 maggio 2007)
- 10TH Anniversary Gig - Never Sold Out - Capacity Infinity Live! (VHS: 29 settembre 1999)
- 10TH Annivesary Gig - Never Sold Out - Capacity Infinity Document! (VHS: 29 settembre 1999)
- The Final Act Tokyo Dome (VHS: 29 maggio 2001; DVD: 19 febbraio 2003 -limited edition price-)
- Eclipse I+II / Eclipse II (VHS: 28 novembre 2001; DVD: 19 febbraio 2003)
- Luna Sea 1998 Revive 9 agosto 1998+10 ~Manatsu No Yagai~ (DVD: 29 maggio 2003)